# Harry Hay

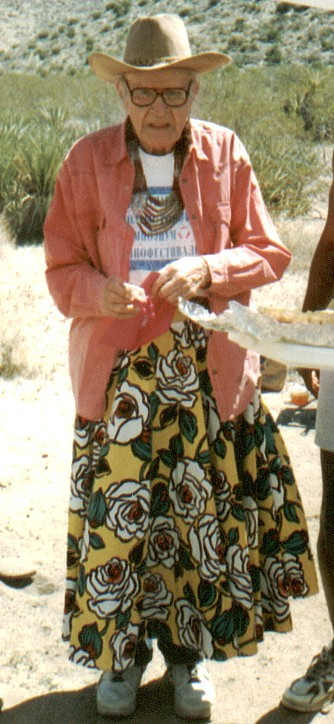
Harry Hay im April 1996 beim Campout der Radical Faeries in der Anza-Borrego-Wüste.

Harry Hay (* 7. April 1912, Worthing, Vereinigtes Königreich; † 24. Oktober 2002, San Francisco, Vereinigte Staaten) war ein US-amerikanischer Aktivist der LGBTQ-Bewegung. Hay war Mitglied der Kommunistischen Partei und gründete mehrere homosexuelle politische Organisationen, insbesondere die in den 1950ern und 1960ern bedeutende Mattachine Society.

## Leben
Der 1912 in Worthing, Großbritannien, geborene Hay immigrierte 1919 mit seinen Eltern in die USA. Er besuchte die Stanford University und lebte nach dem Abbruch des Studiums als Künstler und Filmemacher in San Francisco. Als junger Mann hatte er eine Liebesbeziehung mit dem Schauspieler Will Geer, bekannt aus Die Waltons. Später war Hay verheiratet und hatte zwei Kinder, ließ sich jedoch 1951 scheiden und lebte ab 1962 bis zu seinem Lebensende mit seinem Partner, dem Physiker und Erfinder John Burnside zusammen. Er verstarb 2002 mit 90 Jahren in San Francisco an Lungenkrebs.

## Politische Aktivität: Gründung der Mattachine Society
Harry Hay verfasste 1948 das erste öffentlich wahrgenommene Manifest der Vereinigten Staaten für LGBTQ-Rechte. Er war zu dieser Zeit bereits Mitglied der Kommunistischen Partei (CPUSA) – die ihrerseits die Mitgliedschaft von Homosexuellen ausschloss. Als sich Hay in den kommenden Jahrzehnten vermehrt öffentlich in homosexuellen Gruppen betätigte, legte er der Führung der CPUSA nahe, ihn auszuschließen. Die Partei schloss ihn jedoch nicht wegen seiner Homosexualität, sondern als angebliches Sicherheitsrisiko aus. Dennoch blieb Hay zeitlebens dem Marxismus verbunden.
Gemeinsam mit anderen Aktivisten gründete Hay 1950 mit der Mattachine Society die erste politische Organisation für die Gleichberechtigung von Homosexuellen der Vereinigten Staaten. Die Organisationsstruktur und politische Herangehensweise waren zunächst an die der Kommunistischen Partei in der McCarthy-Ära angelehnt. Die zum Schutz vor staatlicher Verfolgung weitgehend voneinander abgeschotteten Zellen traten zunächst für öffentliche Wahrnehmbarkeit und Akzeptanz von Homosexualität ein, die wiederum das Selbstbewusstsein Homosexueller als Teil einer kulturellen Minderheit stärken sollte. Damit folgte die Organisation der – damals sehr radikalen – Sichtweise Hays, dass es sich bei Homosexuellen um eine unterdrückte kulturelle Minderheit handele, die sich aus dieser Lage nur durch ein gemeinsames politisches Selbstbewusstsein befreien könne.

## Weitere politische Aktionen
Mit dem Anwachsen der Mattachine Society entfernte sich die Gruppe von den radikalen Haltungen ihrer Gründer. Große Teile der Gruppe befürworteten eine moderate öffentliche Haltung und, vermittelt durch die öffentliche Meinung der McCarthy-Ära, auch eine Distanzierung von radikalen Kräften. Die Gruppe um Hay musste daraufhin die Führungspositionen der Organisation aufgeben. Hay und einige ihm nahestehende Gründungsmitglieder verließen daraufhin 1953 die Gruppe.
Als Hay schließlich 1955 vor dem House Un-American Activities Committee erscheinen musste, konnte er nur unter Schwierigkeiten einen linken Rechtsanwalt finden. Er fühlte sich von der Linken wie auch von der frühen LGBTQ-Bewegung im Stich gelassen. In der Folgezeit arbeitete er unter anderem mit der Friedensbewegung während des Vietnamkrieges und mit Aktivisten der nordamerikanischen Indigenen zusammen. 1979 gründete Hay gemeinsam mit anderen die Radical Faeries, eine homosexuelle politische Gruppe, die sich zum Ziel setzt, anders als andere Homosexuelle, den heterosexuellen Lebensstil nicht nachzuahmen.